# Harry Marshall Ward
Harry Marshall Ward (Hereford, Inglaterra, 21 de março de  1854 — Cambridge, 26 de agosto de 1906) foi um botânico britânico.

## Biografia
A partir de 1864 foi educado na escola da Catedral Lincoln, iniciando seus estudos científicos em 1874 no "Departamento de Arte e Ciência" de South Kensington sob a tutela de Thomas Henry Huxley. Freqüentou a Owens college,  Manchester, em 1875, e posteriormente na Christ's College em Cambridge, de 1876 a 1879, onde formou-se com distinção em ciências naturais. A sua educação em Cambridge foi financiada por um estudante rico, Louis Lucas, um dos seus antigos companheiros de South Kensington. Estudou também com os botânicos alemães Julius von Sachs e Anton de Bary.
De 1880 a 1882, Ward foi contratado pelo governo imperial Britânico para estudar a ferrugem do café no Ceilão (atual Sri Lanka), uma doença que afetava as plantações de café da ilha. Seu trabalho detalhado e metódico concedeu-lhe reputação como patologista e fisiologista de plantas. Mesmo não logrando êxito em parar com a “putrefação” nas plantações de café do Ceilão, estabeleceu as bases para solucionar o problema no futuro.
Ward recomendou evitar a monocultura do café. Demonstrou que os esporos da doença poderiam ser espalhadas pelo vento, recomendando o cultivo de árvores entre as plantas de café para reduzir este efeito. Entretanto, os cafeicultores do Ceilão já haviam destruído muitas espécies nativas em suas plantações e já tinham plantado um único tipo de café em cada acre disponível.
Em 1883, Ward retornou para a Faculdade Owens como conferencista-assistente, casando com Selina Mary Kingdon, que o esperava desde 1870. Sua primeira filha, Winnifred Mary Ward, nasceu em outubro de 1884 e, em novembro de 1885, nasceu o filho Francis Kingdon Ward.
Em 1885, após o nascimento de seu filho, assumiu como professor de botânica no Departamento de Florestas da Faculdade de Engenharia Royal Indian em Cooper's hill, atualmente parte da Universidade de Brunel. Devido ao seu novo posto passou a residir em Englefield Green com sua família.
Assumiu como membro da Sociedade Linneana de Londres em 1886, da Sociedade Real de Horticultura em 1887 e da Royal Society em 1889.
Muito dos seus trabalhos e estudos foram influenciados pelo seu antigo tutor, William Turner Thiselton Dyer. Foi Thiselton Dyer que sugeriu o trabalho no Ceilão e foi o responsável em grande parte na obtenção do seu primeiro posto na Faculdade de Owen. Dyer persuadiu-o a ocupar o seu tempo na pesquisa dos processos biológicos envolvidos na elaboração da cerveja de gengibre e ajudou-o a assegurar a sua entrada na Sociedade Linneana. Dyer também enviou uma carta ao primeiro-ministro H. H. Asquith recomendando uma pensão que deveria ser paga a viúva de Ward, depois da sua morte.
Em 1895, assumiu como professor de botânica da Universidade de Cambridge. Lá havia uma enorme quantidade de trabalho para realizar no departamento que havia sido descuidado pelos seus titulares anteriores. Ward trabalhou arduamente; seus esforços foram culminados com a construção de um edifício novo e completo, projetado e equipado segundo as suas próprias exigências. O edifício foi inaugurado em 1 de março de 1904 pelo rei Eduardo VII e rainha Alexandra.
Apesar das honras e posições que ganhava continuou na pesquisa, ensino e administração. Todo este trabalhou minou a sua saúde, cada vez mais enfraquecido pela diabetes.
Morreu em Cambridge, onde foi enterrado, em  26 de agosto de 1906, com 52 anos de idade.